# جائزة دوبل سبيك
جائزة دوبل سبيك هي جائزة فكاهية في الولايات المتحدة الأمريكية. تُمنح من قبل المجلس الوطني الأمريكي لمدرسي اللغة الإنجليزية بين عامي 1974 و2020 كتكريم ساخر للمتحدثين العموميين الذين استخدموا لغة مضللة أو مراوغة أو ملطفة بشكل مبالغ فيه، تعكس "الكلام المزدوج". منحت الجائزة في البداية للمرشحين الأمريكيين فقط، لكنها استثنائياً ذهبت عام 1975 إلى ياسر عرفات.
تم استبدال الجائزة في عام 2022، بقائمة سنوية تسلط الضوء على أمثلة متعددة لهذه اللغة من أفراد أو مجموعات، تحت عنوان "العام في الكلام المزدوج".على النقيض، هناك جائزة أورويل التي تُمنح للمؤلفين أو المحررين الذين يُسهمون في تعزيز الصدق والوضوح في اللغة العامة.

## الفائزون
من بين الحاصلين على الجائزة:

#### سبعينيات القرن العشرين
- 1974- ديفيد إتش إي أوبفر ، ضابط الصحافة في القوات الجوية الأمريكية ، لوصفه الغارات الجوية في جنوب شرق آسيا بأنها "دعم جوي".
- 1975- ياسر عرفات ، لقوله إن سفك الدماء في إسرائيل وفلسطين موجود لأن منظمة التحرير الفلسطينية تريد التعايش بين الطرفين.
- 1976- وزارة الخارجية الأمريكية ، لتعيين منسق لشؤون المستهلك "لمراجعة الآليات الحالية لمدخلات المستهلك، ومخرجاته، وبحث سبل تحسين هذه الروابط من خلال "قناة الاتصال بالمستهلك".
- 1977- البنتاغون وإدارة أبحاث وتطوير الطاقة ، لتصريحهما بأن القنبلة النووية الفعالة هي تلك التي "تقضي على العدو بأقل قدر من الضرر للأراضي الصديقة".
- 1978- إيرل كلينتون بولتون ، لتأليفه مذكرة لوكالة الاستخبارات المركزية (CIA) توضح كيف ينبغي للأكاديميين الذين يساعدون وكالة الاستخبارات المركزية أن يتصرفوا عند استجوابهم، بما في ذلك شرح علاقتهم بوكالة الاستخبارات المركزية "كمساهمة في الأهداف الأكاديمية السليمة" وأن أي انتماء إلى وكالة الاستخبارات المركزية محمي بموجب "الحرية الأكاديمية" و "الامتياز والوظيفة الدائمة".
- 1979- صناعة الطاقة النووية ، لاختراعها عددًا من المصطلحات والتعبيرات المخففة قبل وأثناء وبعد حادث جزيرة ثري مايل ، بما في ذلك الإشارة إلى الانفجار باعتباره "تفككًا نشطًا"، والحريق باعتباره "أكسدة سريعة"، وحادث المفاعل باعتباره "حدثًا"، أو "تطورًا غير طبيعي"، أو "انحرافًا طبيعيًا"، أو "حادثًا عابرًا في المحطة".

#### ثمانينيات القرن العشرين
- 1980- رونالد ريجان ، لإلقائه العديد من الخطب التي تضمنت ادعاءات غير دقيقة وإحصائيات وتحريفات عن سجله كحاكم لولاية كاليفورنيا.
- 1981- ألكسندر هيج ، بسبب تصريحاته أمام الكونجرس بشأن مقتل العاملين الدينيين في السلفادور.
- 1982- اللجنة الوطنية الجمهورية ، لتقديرها لرونالد ريجان بسبب زيادة تكلفة المعيشة في الضمان الاجتماعي والتي نشأت من قانون صدر قبل توليه منصبه.
- 1983- رونالد ريغان ، لوصفه الصاروخ الباليستي العابر للقارات MX بأنه "حارس السلام"، وإدانته للدول التي تشجع العنف والإرهاب في دول أخرى بينما تقدم مساعدات سرية لقوات الكونترا في نيكاراغوا.
- 1984- وزارة الخارجية الأمريكية ، لاستخدامها "الحرمان غير القانوني أو التعسفي من الحياة" كتعبير مخفف عن "القتل"، وبعد الغزو الأمريكي لغرينادا ، للإشارة إلى الاعتقالات التي تتم على أنها "احتجازات".
- 1985- وكالة الاستخبارات المركزية ، بسبب دليلها الخاص بالعمليات النفسية في حرب العصابات والذي تم توزيعه على قوات الكونترا في نيكاراغوا.
- 1986- مسؤولون من وكالة ناسا ، وشركة ثيوكول ، وشركة روكويل الدولية ، بسبب التعليقات التي أدلوا بها في أعقاب كارثة مكوك الفضاء تشالنجر ، بما في ذلك الإشارة إلى الانفجار باعتباره "شذوذًا"، وأجساد رواد الفضاء باعتبارها "مكونات مستردة"، وتوابيت رواد الفضاء باعتبارها "حاويات نقل الطاقم".
- 1987- أوليفر نورث وجون بويندكستر ، لوصفهما الأرباح التي تحققت من قضية إيران كونترا بأنها "مخلفات" و"تحويلات"، ولاعترافهما ضمناً بالمسؤولية عن بيع الأسلحة ولكنهما رفضا التصريح بهذه المسؤولية بشكل مباشر.
- 1988- وزير الدفاع فرانك كارلوتشي ، والأدميرال ويليام جيه كرو ، والأدميرال ويليام فوجارتي، لإدلائهم بتعليقات مليئة بالإغفالات والتناقضات والتوجيهات الخاطئة والتشوهات التي قللت من أهمية إسقاط طائرة الخطوط الجوية الإيرانية الرحلة 655 .
- 1989- إكسون ، للإشارة إلى حوالي 35 ميل (56 كـم) من ساحل ألاسكا مع وجود النفط عليها باعتبارها "نظيفة بيئيًا" و"مستقرة بيئيًا"، ثم استخدام "معالجة" بدلاً من "نظيفة" و"مستقرة" بعد ورود تقارير عن وجود النفط.

#### تسعينيات القرن العشرين
- 1990- جورج بوش الأب ، لإدلائه بتعليقات تناقض أسلوب حكمه، بما في ذلك قوله بأن الضرائب لن ترتفع ثم زيادة الضرائب ، وقوله بأن النساء لا ينبغي أن يقلقن بشأن الحصول على وظيفة بعد إجازة الأمومة ثم استخدام حق النقض ضد مشروع قانون إجازة الأبوة والطبية، وخلق العديد من المصطلحات لتجنب استخدام كلمة "غزو" عند الحديث عن غزو الولايات المتحدة لبنما .
- 1991- وزارة الدفاع الأمريكية ، لخلق العديد من التعبيرات الملطفة خلال حرب الخليج لإخفاء حقائق الحرب، بما في ذلك الإشارة إلى الهجمات بالقنابل باعتبارها "جهودًا"، ومهام القصف باعتبارها "زيارة موقع"، والطائرات الحربية باعتبارها "أنظمة أسلحة" أو "حزم قوة".
- 1992- جورج بوش الأب ، لتصريحه بأن حرب الخليج سوف تقلل من انتشار الأسلحة على المستوى الدولي وبالتالي إنهاء سياسة الولايات المتحدة بعدم إعطاء الأسلحة لدول أخرى، وقوله بأن تحويل الأموال من المدارس العامة إلى المدارس الخاصة أعطى الآباء المزيد من "الاختيار" فيما يتعلق بالمكان الذي يرسلون أطفالهم إليه، والمبالغة في الزيادات الضريبية التي حدثت في أركنساس خلال فترة حاكم بيل كلينتون.
- 1993- وزارة الدفاع الأمريكية ، لتقديمها معلومات كاذبة عمدا إلى الكونجرس حول تكلفة وجدوى مبادرة الدفاع الاستراتيجي ، وتزوير نتائج الاختبارات في هذا البرنامج، والمبالغة في تقدم وتعقيد هذه الاختبارات ومعدلات نجاحها.
- 1994– راش ليمبو ، لتشويه الحقيقة عشرات المرات في ما يقرب من 1000 منفذ إعلامي في جميع أنحاء البلاد، بما في ذلك القول إن الطوابير الطويلة في مضخات البنزين في السبعينيات كانت تُعزى إلى قوى النفط الأجنبية التي لم تكن تخشى جيمي كارتر، على الرغم من أن هذه الطوابير كانت أشد قسوة قبل أن يصبح جيمي كارتر رئيسًا أو يترشح لمنصب الرئيس.
- 1995-نيوت جينجريتش ، بسبب التناقضات العديدة في كتابه " لتجديد أميركا "، بما في ذلك قوله إن " الأميركيين الحقيقيين " لا يلقون باللوم في مشاكلهم على الآخرين ثم ينتقل إلى اختيار كل مشكلة من مشاكل أميركا المفترضة وإلقاء اللوم فيها على مجموعة معينة، واستخدام عدد من التعبيرات المجازية والألقاب المضللة، بما في ذلك "قانون خلق فرص العمل وتعزيز الأجور"، الذي لم يتضمن أي أحكام لخلق فرص العمل أو رفع الأجور.
- 1996- جو كلاين ، مؤلف كتاب "الألوان الأساسية" ، لاستخدامه لغة مشحونة لمهاجمة الآخرين بسبب انتهاكات أخلاقيات الصحافة التي كان هو نفسه ينتهكها.
- 1997- بيل كلينتون ، وترينت لوت ، ونيوت جينجريتش ، لمشاركتهم في الخداع الحزبي بشأن صفقة الميزانية التي زعموا أنها سوف تؤدي إلى موازنات متوازنة، على الرغم من أنها أدت إلى زيادة الإنفاق وخفض الضرائب.
- 1998– قاضي المحكمة العليا الأمريكية كلارنس توماس ، لوصفه منتقديه بأنهم "أميون" و"عنصريون" ولتحدثه ضد العمل الإيجابي عندما استفاد منه.
- 1999- الرابطة الوطنية للبنادق في أمريكا ، لاستخدامها لغة محملة لتصوير الدعم لتفسير الرابطة للتعديل الثاني وحقوق الأسلحة باعتبارها واجبًا على الأمريكيين، في حين تصور الدعم للسيطرة على الأسلحة على أنه استبدادي وقمعي ومعادٍ لأمريكا.

#### العقد الأول من القرن الحادي والعشرين
- 2000- صناعة التبغ ، لتصوير شركات التبغ كمحسنين للأطفال والنساء المعنفات وضحايا الكوارث بينما تبيع دواء خطيرا تم تسويقه في بعض الأحيان لهذه الفئات من الناس.
- 2001- وزارة الدفاع الأمريكية ، للإشارة إلى سنوات من فشل الاختبارات في نظام الدفاع الصاروخي باعتبارها نجاحًا.
- 2002- مجلس أمناء ولاية نيويورك ، لتعديل فقرات القراءة باللغة الإنجليزية في الامتحانات لإزالة أي محتوى قد يتسبب في "شعور أي طالب بعدم الارتياح عند إجراء الاختبار".
- 2003- جورج دبليو بوش ، بسبب كذبه بشأن امتلاك العراق لأسلحة الدمار الشامل واستخدامه لتلك الأكاذيب كمبرر لشن الحرب.
- 2004– إدارة جورج دبليو بوش ، لنفس الأسباب التي دفعت بها في العام الماضي، للتلاعب ببيانات استخباراتية عن العراق وتزويرها، وخلق عبارات مخففة للتقليل من شأن التعذيب وإساءة معاملة السجناء في سجن أبو غريب ، وغض وزارة العدل الطرف عن التعذيب الذي أذن به مسؤولون في إدارة بوش.
- 2005- فيليب أ. كوني ، لتحريره تقارير علمية بهدف خداع الرأي العام بشأن طبيعة ظاهرة الاحتباس الحراري وتغير المناخ وإهمال إدارة بوش في التعامل مع هذه القضايا.
- 2006- جورج دبليو بوش ، لأنه تحدث ضد الفقر وعدم المساواة في الدخل بعد أن وقع للتو على أمر تنفيذي يسمح للمقاولين بتوظيف أشخاص بأجور أقل من الحد الأدنى في المناطق المتضررة بإعصار كاترينا .
- 2007- ألبرتو جونزاليس ، لزعمه أن فصل ثمانية من المدعين العامين الأميركيين لم يكن سياسياً ثم قال إنه لا يتذكر أي أحداث رئيسية في عملية الفصل.
- 2008- مصطلح "الهدف الطموح"، وهو عبارة عن تكرار ومفارقة في نفس الوقت، يستخدمه جورج دبليو بوش بدلاً من تحديد موعد نهائي لانسحاب القوات من العراق وبدلاً من وضع أي خطة لمعالجة ظاهرة الاحتباس الحراري وتغير المناخ .
- 2009- جلين بيك ، لمهاجمته الجهود الرامية إلى إصلاح نظام الرعاية الصحية في الولايات المتحدة بعد زعمه أن نظام الرعاية الصحية في أمريكا يحتاج إلى إصلاح.

- 2010- ديك آرمي، لأنه أنشأ من خلال منظمة فريدوم ووركس منظمات شعبية وهمية ، واعترض على الجهود الرامية إلى الحد من عدد المدخنين، وقال إن المدخنين مطلوبون لتمويل إصلاح الرعاية الصحية، ولمعارضته وجود ظاهرة الاحتباس الحراري العالمي.
- 2011- تشاد "كورنتاسيل" سميث ، لاستخدامه برنامجًا للحكومة الفيدرالية تم استخدامه سابقًا للتمييز ضد الأمريكيين الأصليين للتمييز ضد قبيلة شيروكي ذات الأصول السوداء الجزئية.
- 2012- معهد البترول الأمريكي ، بسبب إصداره بيانات عامة مضللة حول تنظيم النفط والغاز الطبيعي، والإيحاء بأن أي زيادة في الضرائب من شأنها أن تقلل من عائدات الشركات والحكومة، ولإغفاله آثار النفط والغاز الطبيعي على البيئة والمستهلكين، ولفشله في الكشف عن تضارب المصالح المالية للأشخاص الذين قدموا هذه الادعاءات.
- 2013- رام إيمانويل ، لإنشاء صيغة لحساب "استخدام المدرسة" على أساس متوسط عدد الطلاب في كل فصل دراسي. سيتم تصنيف المدارس ذات أحجام الفصول الدراسية الأصغر على أنها "غير مستغلة بالكامل" وسيتم إغلاقها، في حين سيتم تصنيف المدارس ذات أحجام الفصول الدراسية الأكبر على أنها "مستغلة" بشكل صحيح. وهذا يتعارض مع الأدلة الموجودة التي تشير إلى أن الطلاب يؤدون بشكل أفضل في الفصول الدراسية ذات الأحجام الأصغر.
- 2014- لم يتم الإعلان عن الفائز.
- 2015- السيناتور جوني إيرنست ، لوصفها مشروع قانون خط أنابيب كيستون إكس إل المقترح بأنه "مشروع قانون وظائف كيستون" في ردها على خطاب حالة الاتحاد الذي ألقاه الرئيس أوباما. وتشير العبارة إلى أن التشريع يهدف في المقام الأول إلى خلق فرص العمل، والتقليل من أهمية القضايا البيئية المعقدة، وممارسة الضغط على صناعة النفط.
- 2016- دونالد ترامب ، بسبب التعتيم والتناقض في تصريحاته ومقترحاته في سعيه للحصول على رئاسة الولايات المتحدة. وأشارت اللجنة إلى "موهبته الفريدة في الاستفادة من ما وصفه بعدم أمانة خصمه، كل ذلك في حين يقوم بترويج ادعاءات لا أساس لها من الصحة من جانبه". صوتت اللجنة المكونة من خمسة أعضاء بالإجماع على منح ترامب لقب بطل جائزة ازدواجية اللغة المشكوك فيها، ونقل عن أحد الأعضاء قوله: "لا أعتقد أننا حصلنا على مثال أفضل لجائزة ازدواجية اللغة من قبل".
- 2017- كيليان كونواي ، لصياغة مصطلح " الحقائق البديلة " للدفاع عن أكاذيب الرئيس ترامب بشأن أحجام حشود التنصيب. وهذا مثال بارز على التزام كونواي بتحويل الأكاذيب إلى شعارات خطابية حاشدة. تستوفي هذه العبارة جميع أوصاف جائزة الكلام المزدوج لـ "إدامة اللغة الخادعة أو المراوغة أو الملطفة أو المربكة أو الأنانية بشكل صارخ".
- 2018- رودي جولياني ، بسبب تصريحه في 19 أغسطس" الحقيقة ليست حقيقة " في قابل للصحافة .
- 2019- دونالد ترامب ، لإدامة لغة خادعة ومراوغة ومهذبة ومربكة وأنانية إلى حد كبير.

#### عشرينيات القرن العشرين
- 2020- عبارة “فيروس الصين” ومن يستخدمها.
- 2021- لم يتم منح أي جائزة. يتم "إعادة تصور الجائزة من أجل مواءمتها مع مهمتنا الحالية ورؤيتنا وقيمنا وسياساتنا.

## التوقف
في عام 2022، أوقف المجلس الوطني للتعليم المزدوج الجائزة، وخطط لاستبدالها بقائمة سنوية من الأمثلة المتعددة، بعنوان "العام في الكلام المزدوج".